# 约会强奸
约会强奸（Date rape）也稱為約會強暴，是熟人強姦的一種，這二個詞語有時會互換使用，但约会强奸多半是指雙方已有或曾有浪漫關係，或是已有肢體親密，有可能會進行性行為（也有可能是已進行過性行為）的情形。而熟人強姦也包括雙方沒有浪漫關係，也不預期會進行性行為的情形，例如同事或是鄰居。
约会强奸特別常出現在大學校園，有時是在有酒類或是其他迷藥的場合（也稱為迷姦），因此也是藥物性侵（DFSA）。约会强奸的加害者也可能是互聯網的網友。

## 歷史及詞語由來
以往依照許多地方的習俗，女性算是附屬於她的父親或是丈夫的，而强姦這種罪行是偷竊男性的財產。因此視為犯罪的原因是因為對男性財產的損害，而不是因為對被強姦者的損害。依照這個定義：丈夫不可能強姦妻子。不過法律的觀點也會漸漸改變，在1993年時，美國五十個州都將婚内强奸視為刑事犯罪。在有些司法管轄區內的法令沒有這樣的概念。Kersti Yllö在《在全球情境下瞭解婚內強姦》（Understanding Marital Rape In a Global Context）的序言中提到「在有些文化中，不需要確認妻子是否同意和丈夫進行性行為，兩人結婚成立了家庭，就確定妻子永遠同意和丈夫進行性行為。」。
在20世紀未，世界上許多地區對強姦的定義都已變成是在一個人在沒有取得他人立刻同意的情形下，就和此人發生性交（包括口交及肛交），此情形下的性行為是違法的，就算兩人之前認識，甚至是之前曾經（在雙方同意的情形下）發生性行為也不例外。有些司法系統會特別指出因醉酒或因其他药物失去判斷力的人無法作出同意性行為的表示。若在一度同意發生性行為，同一情境下是否可以反悔不同意，法院也有不同的意見。「在文化上和法律上強姦的定義總會和兩個當事人之間的關係及狀態來有關，這個前提不論時代或是不同文化，都會成立。」
許多社會會依照強姦者及受害者之間的關係來決定強姦的嚴重性。「相較於被認識的人性侵犯，被陌生人性侵犯比較算是『真正的強姦』」。因為這種文化認知，约会强奸認為沒有被陌生人強姦來的嚴重，其中也因為強姦者及受害者之間的關係，尤其在他們曾經是性伴侶，或是近期仍是性伴侶的情形時更為明顯。在校園中的约会强奸可能有不同的意義，此處的約會可能會是派對，而強姦者及其男性友人刻意的給女性喝酒或是使用藥物，使其失去反抗能力，因此此情形的约会强奸有集體性的參與。
「约会强奸」的英文date rape最早是出現在美國女性主義作家蘇珊·布勒米勒在1975年的書《 違背意願：男人、女人及強姦》（Against Our Will: Men, Women, and Rape）中。不過最早使用應該是美籍女性主義律師安·奧利瓦西亞斯在耶鲁大学一系列的公開課程中提到，她在說明當她是大學生時向耶鲁大学警察部門說明一名女性被姦殺的情形。1980年時在《佳人》中出現此一詞語，1982年在Ms.雜誌中有篇文章是《約會強姦：校園流行病？》（Date Rape: A Campus Epidemic?），1984年英國小說家馬丁·艾米斯在其小說《金钱:绝命书》（Money: A Suicide Note）中也使用此一詞語。Mary Koss是早期大規模針對约会强奸進行研究的研究者之一，她在1987年針對美國進行了第一次全國性的強姦究，針對二十五所學校的7000名學生進行問卷，有時也會將date rape此一詞語的使用歸功於她的研究。

## 簡介
约会强奸是熟人強姦的一種，在發生性侵害時，兩人已有或曾有浪漫關係，或是有可能會進行性行為的情形。但加害者以肢體或是心理的威脅下讓受害者在違背其意願下進行性行為，或是用酒類或是藥物，讓受害者無法表達其意願的情形下進行性行為。依照美國美国司法统计局（BJS）的資料，约会强奸的案例比其他種類的強姦要多。约会强奸常發生在大學生，可能有配合酒類飲料或是约会强奸藥物，以降低其難度。十六歲到二十四歲的女性是目標群體之一。
在大部份的约会强奸中，加害者和受害人彼此認識，有一個研究發現，有84%约会强奸（或是约会强奸未遂）的受害人之前就認識加害者。不過「约会强奸」是比較新的概念。在歷史上，曾認為约会强奸沒有比被陌生人强奸來的嚴重，但自1980年代起，在一些國家中约会强奸成為主要的強姦類型，因此也開始意識到這是嚴重的社會問題。不過也有些有關约会强奸的爭議，有些人認為大家過份的關注此問題，而且大部份约会强奸的「受害人」其實願意進行性行為，並且有表示同意。也有些人認為约会强奸被嚴重低估了，所有聲稱被约会强奸的受害人都是在無意願下進行性行為的受害者
。一般而言，社會大眾會認為被認識的人強迫發生性行為，比較不可信，也沒有比被陌生人强姦要嚴重，而兩人曾有浪漫關係，或是有可能會進行性行為的情形，又比較不容易認定有约会强奸的事實。
美國研究者Mary Koss認為约会强奸是特殊的熟人強姦，兩人有某種程度的浪漫關係，若雙方同意的話，是有可能進展到性行為的。熟人強姦的範圍較廣，兩人的關係可能是僱主及員工、房東及房客、服務提供者及消費者、司機及乘客，也有可能是鄰居或是親屬。《The Encyclopedia of Murder and Violent Crime》定義约会强奸是"rape occurring during a prearranged social engagement"。
美國法律理論家和經濟學家理查德·A·波斯纳，在1992年出版的《性與理性》書中，有提到對於约会强奸的越來越多關注，也表示美國社會中女性地位的改變，他提到約會是現代社會中的一個特徵，若社會的性道德是在放縱及抑制當中變化的話，可預期社會上會出現约会强奸的情形。Sara Alcid在2013年的文章《Navigating Consent: Debunking the "Gray Area" Myth》中，她認為大眾已錯誤的將約會視為是「會永久性同意發生性行為」的情境。

## 各國的發生率
約會強姦的概念最早是在美國提出的，大部份的相關研究也是針對美國的案例。
每五個青少女中就有一人是约会强奸的受害者
。
在美國约会强奸的發生率（曾被约会强奸的女性所佔的比例）約在15%至20%之間，不同的研究結果也有些不一致。有一個1987年的早期研究指出，美國女性每四名中就有一名是强姦（或强姦未遂）的受害者，其中有84%是被認識的人強姦。不過，在被性侵，且符合法律上強姦定義的女性中，只有27%認為她們是强姦的受害者，而且只有5%有針對強姦報警。有一個美國大學校園內的強姦研究發現，有13%的熟識者強姦，以及35%的熟識者強姦未遂是在約會中發生的，另一個研究發現女性強姦受害者中，有22%之前就已被現任或前任的男友或是女友強姦，另外20%是被配偶或是前任配偶所強姦。2007年的美國研究發現不是西班牙裔的非裔學生最容易成為约会强奸的受害者，接著是西班牙裔學生，再其次是非西班牙裔的白人學生
歐洲约会强奸的比例比美國要低。
日本有報案的約會強姦比例比美國要少很多。 德國社會學家及犯罪學家 Joachim Kersten 在1993年的論文中提到，日本約會強姦發生率比美國低的原因是因為日本文化較不強調浪漫的愛情及約會，而且日本年輕人的人身隱私也比美國年輕人要少。美國女性主義作家Veronica Chambers在2007出版的《Kickboxing Geishas: How Modern Japanese Women Are Changing Their Nation》中問到，日本有報案的約會強姦比例較低，會不會因為大家還不瞭解這其實就是強姦。日本女性主義作家Masaki Matsuda在2011年的《Transforming Japan: How Feminism and Diversity Are Making a Difference》中提到，约会强奸開始成為日本大學及高中的問題，而且比例越來越高。
2007年在大韓民國（南韓）針對大學生有關強姦的研究中發現，大家很少會將約會強姦視為是強姦，而約會的強迫性行為不認為是精神受創，也不認為是犯罪。
越南的約會強姦案例有被低估的情形。
2012年，印度98%報警的強姦案是由受害人認識的人所犯下。

## 受害人
研究者Mary Koss認為受害人的年齡集中在十六歲至二十四歲。
雖然一般認為约会强奸是有傷害性、破壞性、會改變一生的經驗，但Mufson和Kranz的研究發現缺乏支持是受害人無法復原的一個重要因素。他們會拒絕透露有關加害者的資訊，特別是他們曾經歷過约会强奸或熟人強姦，且感受羞辱和自責的情緒。
不過，有些情境是讓受害人可以求助，並且讓大家知道加害者的資訊。可能會因為希望不要再有其他人受害，而願意揭露加害者的資訊，也就是將事情說出來。另外，有關受害人身邊人們的關切也可能讓加害者自願認罪，或是加害者因為喝酒而大意說出實情。

### 少數族群的受害人
大部份有關性侵犯的研究都是針對美國白人中產階級家庭的族群。不過非裔及拉丁美洲裔被约会强奸或熟人強姦的比例更高，而且有其特殊的危險因素。2013年的研究指出非裔（11.5%）及拉丁美洲裔（12.2%）女高中生被性侵的比例較白人女高中生（9.1%）要高。

## 影響
研究者認為约会强奸對受害人的影響類似熟人強姦，不過其他人若不認為那是強姦，或沒有認真看待，會使受害人更難恢復。
受害人已認識一段時間，認為可以信任的人，更容易犯下強姦行為。不過有些人由於其認知，他們會有偏見，對約會強姦、受害人及加害者有刻板印象，此情形常常會為约会强奸合理化，並且責罵受害人，特別是女性受害者，認為是因為她們的服裝挑逗或是曾經有浪漫關係，才會造成约会强奸的結果。
另一個問題是受害人和加害者之間的關係。兩人之間的關係若越親密，證人越可能這不是嚴重的性侵犯事件，而認為這原是雙方同意下進行的性行為。

## 強姦犯及其動機
2002年有一個對於波士頓未識別约会强奸犯的研究，其中發現和一般男性相比，強姦犯對女性的憤怒程度更高、較容易被慾望所掌控及控制，比較衝動、不受壓抑、反社會、過度男性化、也較沒有同情。研究也發現強姦犯也很擅長識別可能的受害人，並且測試其底限，其攻擊是策劃過的，利用複雜的策略來隔離並誘騙受害者，用暴力手段恐嚇及脅迫，用像權力、操控、控制和威脅等心理武器來對付受害者。強姦犯會識別較有可能得逞的被害者，例如是女性中大學新鮮人，對於喝酒還不太有經驗，也比較可能會冒險，或是一些已經喝醉的人。強姦犯也用讓受害者喝酒作為其策略之一，若受害人最後選擇指控約會強姦，喝酒會讓受害者降低在司法機構中的可信度，讓受害者在審理過程中再度受創，也讓強姦案比較不容易成立。
上述研究的作者是美國臨床心理學家大衛·利薩克，他專門研究约会强奸，他提到在所有校園強姦中，連續強姦犯佔了90%，平均每個連續強姦犯會犯下六起強姦案。大衛·利薩克提到這項研究以及一些類似的研究和大眾對校園強姦的既有概念衝突，既有概念認為校園強姦「一般由基本上體面的年輕人所犯下，若不是因為喝了太多酒或是溝通不良，不會發生這樣的事情」，證據顯示大部份的強姦（其中也包括約會強姦）是由暴力的強姦慣犯所犯下。

## 懲罰
约会强奸有其特殊的情境：性侵是發生在類似約會的情境下。因此，约会强奸的審理在本質上有其不確定性，可能會隨著社會關注方向的變化（例如性別角色、性行為、身材等）而不同。為了讓法官評斷案情，司法系統常會要求受害人描述性侵過程的細節，而未考慮到辦案過程有可能又造成受害人的不安。在評估案情、證據及判刑時，陪審員的個人信念及對強姦迷思的接受程度會對其決定有很大的影響。
研究發現陪審員比較容易對被陌生人強姦的案件定罪，比例高過對约会强奸的案件定罪的比例。即使是有充份物證可以支持定罪的案件中，陪審團仍會因為一些受害女性的其他因素（例如是否有避孕、是否有婚外性行為、衣著性感、是否有喝酒或是服用其他管制藥物）影響其決定。研究者也指出因為约会强奸是在約會的兩人之間發生的行為，因此陪審團會傾向將類似行為視為是約會中本來就會發生的行為，而不認為是性侵，而這部份造成許多的問題。1982年美國有關強姦案件中「責任」歸屬的研究中指出：若被性侵者在當時喝醉酒了，受訪人會傾向讓被性侵者承擔較多的責任，但是若是性侵者喝醉酒了，受訪人反而會傾向讓性侵者承擔較少的責任。
有些針對「约会强奸」這個詞語的批評，認為將约会强奸和被陌生人強姦分開，表示约会强奸是較不嚴重的罪行，這是對被强奸者的侮辱，而且某程度可以解釋為何约会强奸的定罪率較低，而且刑度也較少。

## 預防
大衛·利薩克認為勸說男性不要強姦的作法不太有效，因此大學不應考慮此方法，大學需要著重的是讓非強姦者可以識別出強姦者，並且在高風險的情形下介入，避免強姦事件的發生。大衛·利薩克也說到每一次只要有報告非陌生人的性侵事件，這就是一個機會，讓執法部門可以全面檢視這個被指控的嫌犯，而不是「只考慮這二個人之間的四十五分鐘互動。」。利薩克認為強姦受害人需受到尊重，每一個涉及強姦的案件都需要同時啟動兩種調查：一個是針對案件本身，另一個則是針對嫌犯本身，確認是否可能是強姦慣犯。
教育計劃也是另一個避免強姦及熟人強姦、保護受害人以及喚起大眾對此議題意識的管道，不過這些保護計劃的影響並不是很大。女性可取得的約會風險相關資料中包括了避免性騷擾的技巧、及社會心理資料，這些是比較廣的主題，沒有著重在特定情境或場合下如何避免约会强奸的資訊。
有研究者認為未來的约会强奸預防方案需著重在吸引男性的參與，創造可以開放性對話的空間，也可能可以識別一些有關性別的錯誤認知，以及有關性行為的迷思，這些錯誤認知及迷思往往會促進性騷擾的行為。

## 媒體及流行文化
北美的大學校園在1980年代就開始討論约会强奸的議題，但首次受到媒體的注意是在1991年，一位未具名的29歲女性控訴美國參議員泰德·肯尼迪的姪子威廉·肯尼迪·史密斯，這位女性在佛羅里達的酒吧認識了威廉，她控訴威廉和她一起去海灘散步，並且強姦了她。同一年時，凱蒂·科斯特納在大眾面前公開她被曾约会强奸的經歷，她曾出現在《時代雜誌》的封面，也曾成為《拉里·金现场》及《奥普拉·温弗里秀》等節目的來賓，她的努力幫助了约会强奸的受害者，也讓大眾更多瞭解此一情形。
美國嘻哈樂團A Tribe Called Quest在1991年的威廉·肯尼迪·史密斯事件後，發行的《The Low End Theory》專輯有一首歌是The Infamous Date Rape。美國斯卡朋克樂團Sublime也在同年發行了一個名叫Date Rape的單曲，歌曲的最後，强姦犯坐牢，被同牢房的犯人肛交強姦。
在1992年時媒體也加的關注约会强奸，前拳擊選手迈克·泰森承認他邀請了18歲的德西里華盛頓（Desiree Washington）參加派對，之後在旅館的房間中強姦了她。
凱蒂·科斯特納在1993年主演了HBO劇集《Lifestories: Families in Crisis》中的一集-No Visible Bruises: The Katie Koestner Story。

## 爭議
美國作家凱蒂·洛芙在1994年出版的書《事後：性、恐懼與女性主義》中，提到她在1980年代末期及1990年代初期在哈佛及普林斯大學求學的情形，她描述那裡是「被受害者情結吸引的文化」，她認為「若女性的『判斷力受損』，而她發生了性行為，這不一定是男生的錯，這不一定就是強姦。」。
2007年時，美國作家Laura Sessions Stepp在《柯夢波丹》雜誌中寫了一篇文章 A New Kind of Date Rape，她用「灰色強姦」來泛指那些「介於同意及拒絕之間的性行為」，之後《纽约时报》、《Slate》雜誌及公共广播电视公司也提及這個用法，此論點受到許多女性主義者的批評，包括《Bitch》雜誌的創刊編輯麗莎·賈維茲，她認為灰色強姦和约会强奸根本就是同一件事，「灰色強姦」詞語的流行加劇了對於女性性賦權的反對，也減弱了女性嚴肅看待约会强奸議題的努力。

## 外部連結
- http://sexualityandu.ca/sexual-health/drug_facilitated_sexual_assault （页面存档备份，存于）
- https://web.archive.org/web/20190815071804/https://xaxisonline.com/
- . scc.yuntech.edu.tw.   [2017-03-05]. （原始内容存档于2017-03-05）.